# Siv Arb
Siv Märtha Christina Arb, född Jakobsson den 3 oktober 1931 i Annedals församling, Göteborg, död 4 februari 2015 i Stockholm, var en svensk författare, översättare, litteraturkritiker och bildmakare. Arb var bosatt i  Stockholm.
Siv Arb var dotter till lagerchef Per Axel Jakobsson och apotekstekniker Sigrid, ogift Mossberg. Hon studerade vid Stockholms universitet och blev 1962 filosofie kandidat. Arb redigerade tidskriften Rondo 1961–1964. Hon var 1960–1968 litteraturkritiker i Bonniers litterära magasin och Aftonbladet och 1977–1978 i Expressen. 1967 var hon med och startade Författarcentrum. Hon var 1971–1973 styrelseledamot av Författarförlaget. Hon var en av initiativtagarna till Poesidagarna i Stockholm 1973.
Siv Arb debuterade 1959 med Växt mot vinden. Under en drygt 40-årig karriär gav hon ut tio böcker, varav den sista var "Minnets knivar" 2001.
Arb var verksam som översättare av bland annat Sylvia Plath och Bente Clod. Hon introducerade Doris Lessing på svenska i början på 1960-talet.
Åren 1956–1976 var hon gift med redaktören Stig Arb (1928–2003). Tillsammans fick de en dotter: skådespelaren Jonna Arb (född 1957).

## Priser och utmärkelser
- 1978 – Stig Carlson-priset
- 1991 – De Nios Vinterpris
- 1995 – Sten Hagliden-priset